# Pagurisaea schembrii
Pagurisaea schembrii är en kräftdjursart som beskrevs av Moore 1983. Pagurisaea schembrii ingår i släktet Pagurisaea och familjen Isaeidae. Inga underarter finns listade i Catalogue of Life.